# Esgrima nos Jogos Olímpicos de Verão de 2020 - Florete por equipes masculino
A competição de florete por equipes masculino da esgrima nos Jogos Olímpicos de Verão de 2020 ocorreu em 1 de agosto de 2021 no Makuhari Messe, em Chiba, localizado na Região Metropolitana de Tóquio. Um total de 35 esgrimistas de 9 Comitês Olímpicos Nacionais (CON) participaram do evento.

## Qualificação
Cada Comitê Olímpico Nacional (CON) poderia inscrever uma equipe de três esgrimistas no evento (com a opção de um esgrimista adicional). Esses esgrimistas também se qualificaram automaticamente para o evento individual.
Existiam oito vagas disponíveis para o florete por equipes masculino, sendo alocadas de acordo com o ranking mundial por equipes da Federação Internacional de Esgrima de 5 de abril de 2021. Os quatro primeiros colocados, independentemente da zona geográfica, se qualificaram diretamente (Estados Unidos, França, Itália e ROC). As próximas quatro vagas foram alocadas para que cada continente fosse representado, desde que o CON estivesse entre os 16 primeiros no ranking. As vagas foram para a Hong Kong (Ásia/Oceania), Canadá (Américas), Egito (África) e Alemanha (Europa). Além disso, como o Japão qualificou um esgrimista por meio da qualificação individual, o CON usou duas vagas de anfitrião para completar uma equipe de florete masculino.
Devido a pandemia de COVID-19, muitos dos eventos de qualificação para a esgrima acabaram adiados, movendo o encerramento do período de classificação para 5 de abril de 2021, em vez da data original de 4 de abril de 2020.

## Formato
O torneio de 2020 continuou a usar o formato de chaves de eliminação única, com jogos de classificação para definir todas as posições. Cada equipe compete com três esgrimistas em que todos se enfrentam, totalizando nove lutas de três minutos; a equipe vencedora é aquela que atingir primeiro o total de 45 pontos ou que estiver na liderança após o término das nove lutas. Regras padrão do florete em relação à área-alvo, golpe e prioridade são usadas.

## Calendário
Horário local (UTC+9)
| Data                | Tempo      | Fase |
| ------------------- | ---------- | --- |
| 1 de agosto de 2021 | 9:00 18:30 | Oitavas de final Quartas de final Semifinais Disputa pelo 7º lugar Disputa pelo 5º lugar Disputa pelo bronze Final |

## Medalhistas
|  | FRA França                                                |  | ROC                                                               |  | USA Estados Unidos                                          |
|  | Erwann Le Péchoux Enzo Lefort Julien Mertine Maxime Pauty |  | Anton Borodachev Kirill Borodachev Vladislav Mylnikov Timur Safin |  | Race Imboden Nick Itkin Alexander Massialas Gerek Meinhardt |

## Resultados
A competição foi disputada em formato eliminatório direto em apenas um dia, até a definição dos medalhistas.
|  | Oitavas de final   | Oitavas de final |                    |    | Quartas de final    | Quartas de final    |    |  | Semifinais | Semifinais |  |  | Final | Final |
|  |                    |                  |                    |    |                     |                     |    |  |            |            |  |  |       |       |
|  |                    |                  |                    |    |                     |                     |    |  |            |            |  |  |       |       |
|  |                    |                  |                    |    |                     |                     |    |  |            |            |  |  |       |       |
|  |                    |                  |                    |    |                     |                     |    |  |            |            |  |  |       |       |
|  |                    |                  |                    |    |                     |                     |    |  |            |            |  |  |       |       |
|  |                    |                  |                    |    |                     |                     |    |  |            |            |  |  |       |       |
|  | USA Estados Unidos | 45               |                    |    |                     |                     |    |  |            |            |  |  |       |       |
|  | USA Estados Unidos | 45               |                    |    |                     |                     |    |  |            |            |  |  |       |       |
|  |                    |                  | GER Alemanha       | 36 |                     |                     |    |  |            |            |  |  |       |       |
|  | CAN Canadá         | 31               | GER Alemanha       | 36 |                     |                     |    |  |            |            |  |  |       |       |
|  | CAN Canadá         | 31               |                    |    |                     |                     |    |  |            |            |  |  |       |       |
|  | GER Alemanha       | 45               |                    |    |                     |                     |    |  |            |            |  |  |       |       |
|  | GER Alemanha       | 45               | USA Estados Unidos | 41 |                     |                     |    |  |            |            |  |  |       |       |
|  |                    |                  | USA Estados Unidos | 41 |                     |                     |    |  |            |            |  |  |       |       |
|  |                    | ROC              | 45                 |    |                     |                     |    |  |            |            |  |  |       |       |
|  |                    | ROC              | 45                 |    |                     |                     |    |  |            |            |  |  |       |       |
|  |                    |                  |                    |    |                     |                     |    |  |            |            |  |  |       |       |
|  |                    |                  |                    |    |                     |                     |    |  |            |            |  |  |       |       |
|  | HKG Hong Kong      | 39               |                    |    |                     |                     |    |  |            |            |  |  |       |       |
|  | HKG Hong Kong      | 39               |                    |    |                     |                     |    |  |            |            |  |  |       |       |
|  |                    |                  | ROC                | 45 |                     |                     |    |  |            |            |  |  |       |       |
|  |                    |                  | ROC                | 45 |                     |                     |    |  |            |            |  |  |       |       |
|  |                    |                  |                    |    |                     |                     |    |  |            |            |  |  |       |       |
|  |                    |                  |                    |    |                     |                     |    |  |            |            |  |  |       |       |
|  | ROC                | 28               |                    |    |                     |                     |    |  |            |            |  |  |       |       |
|  | ROC                | 28               |                    |    |                     |                     |    |  |            |            |  |  |       |       |
|  |                    | FRA França       | 45                 |    |                     |                     |    |  |            |            |  |  |       |       |
|  |                    | FRA França       | 45                 |    |                     |                     |    |  |            |            |  |  |       |       |
|  |                    |                  |                    |    |                     |                     |    |  |            |            |  |  |       |       |
|  |                    |                  |                    |    |                     |                     |    |  |            |            |  |  |       |       |
|  | ITA Itália         | 43               |                    |    |                     |                     |    |  |            |            |  |  |       |       |
|  | ITA Itália         | 43               |                    |    |                     |                     |    |  |            |            |  |  |       |       |
|  |                    |                  | JPN Japão          | 45 |                     |                     |    |  |            |            |  |  |       |       |
|  |                    |                  | JPN Japão          | 45 |                     |                     |    |  |            |            |  |  |       |       |
|  |                    |                  |                    |    |                     |                     |    |  |            |            |  |  |       |       |
|  |                    |                  |                    |    |                     |                     |    |  |            |            |  |  |       |       |
|  | JPN Japão          | 42               |                    |    |                     |                     |    |  |            |            |  |  |       |       |
|  | JPN Japão          | 42               |                    |    |                     |                     |    |  |            |            |  |  |       |       |
|  |                    | FRA França       | 45                 |    | Disputa pelo bronze | Disputa pelo bronze |    |  |            |            |  |  |       |       |
|  |                    | FRA França       | 45                 |    | Disputa pelo bronze | Disputa pelo bronze |    |  |            |            |  |  |       |       |
|  |                    |                  |                    |    |                     |                     |    |  |            |            |  |  |       |       |
|  |                    |                  |                    |    |                     |                     |    |  |            |            |  |  |       |       |
|  | EGY Egito          | 34               | USA Estados Unidos | 45 |                     |                     |    |  |            |            |  |  |       |       |
|  | EGY Egito          | 34               | USA Estados Unidos | 45 |                     |                     |    |  |            |            |  |  |       |       |
|  |                    |                  | FRA França         | 45 |                     | JPN Japão           | 31 |  |            |            |  |  |       |       |
|  |                    |                  | FRA França         | 45 |                     | JPN Japão           | 31 |  |            |            |  |  |       |       |
|  |                    |                  |                    |    |                     |                     |    |  |            |            |  |  |       |       |
|  |                    |                  |                    |    |                     |                     |    |  |            |            |  |  |       |       |
|  |                    |                  |                    |    |                     |                     |    |  |            |            |  |  |       |       |

Classificação 5º–8º lugar
|  | Classificação 5º–8 | Classificação 5º–8 |                       |    | Disputa pelo 5º lugar | Disputa pelo 5º lugar |
|  |                    |                    |                       |    |                       |                       |
|  |                    |                    |                       |    |                       |                       |
|  |                    |                    |                       |    |                       |                       |
|  | GER Alemanha       | 45                 |                       |    |                       |                       |
|  | GER Alemanha       | 45                 |                       |    |                       |                       |
|  | HKG Hong Kong      | 38                 |                       |    |                       |                       |
|  | HKG Hong Kong      | 38                 | GER Alemanha          |    |                       |                       |
|  |                    |                    |                       |    |                       |                       |
|  |                    | ITA Itália         | WO                    |    |                       |                       |
|  | ITA Itália         | ITA Itália         | WO                    | 45 |                       |                       |
|  | ITA Itália         |                    |                       | 45 |                       |                       |
|  | EGY Egito          | 30                 |                       |    |                       |                       |
|  | EGY Egito          | 30                 | Disputa pelo 7º lugar |    |                       |                       |
|  |                    |                    |                       |    |                       |                       |
|  |                    |                    |                       |    |                       |                       |
|  |                    |                    |                       |    |                       |                       |
|  | HKG Hong Kong      | 45                 |                       |    |                       |                       |
|  | HKG Hong Kong      | 45                 |                       |    |                       |                       |
|  | EGY Egito          | 21                 |                       |    |                       |                       |

## Classificação final
| Pos.              | CON                | Esgrimistas                                                       |
| ----------------- | ------------------ | ----------------------------------------------------------------- |
| Medalha de ouro   | FRA França         | Erwann Le Péchoux Enzo Lefort Julien Mertine Maxime Pauty         |
| Medalha de prata  | ROC                | Anton Borodachev Kirill Borodachev Vladislav Mylnikov Timur Safin |
| Medalha de bronze | USA Estados Unidos | Race Imboden Nick Itkin Alexander Massialas Gerek Meinhardt       |
| 4                 | JPN Japão          | Kyosuke Matsuyama Yudai Nagano Toshiya Saito Takahiro Shikine     |
| 5                 | ITA Itália         | Giorgio Avola Andrea Cassarà Alessio Foconi Daniele Garozzo       |
| 6                 | GER Alemanha       | Peter Joppich Benjamin Kleibrink Luis Klein André Sanita          |
| 7                 | HKG Hong Kong      | Cheung Ka Long Cheung Siu Lun Ryan Choi Lawrence Ng               |
| 8                 | EGY Egito          | Alaaeldin Abouelkassem Mohamed Hamza Mohamed Hassan Youssef Sanaa |
| 9                 | CAN Canadá         | Blake Broszus Alex Cai Maximilien Van Haaster                     |